# 辞源

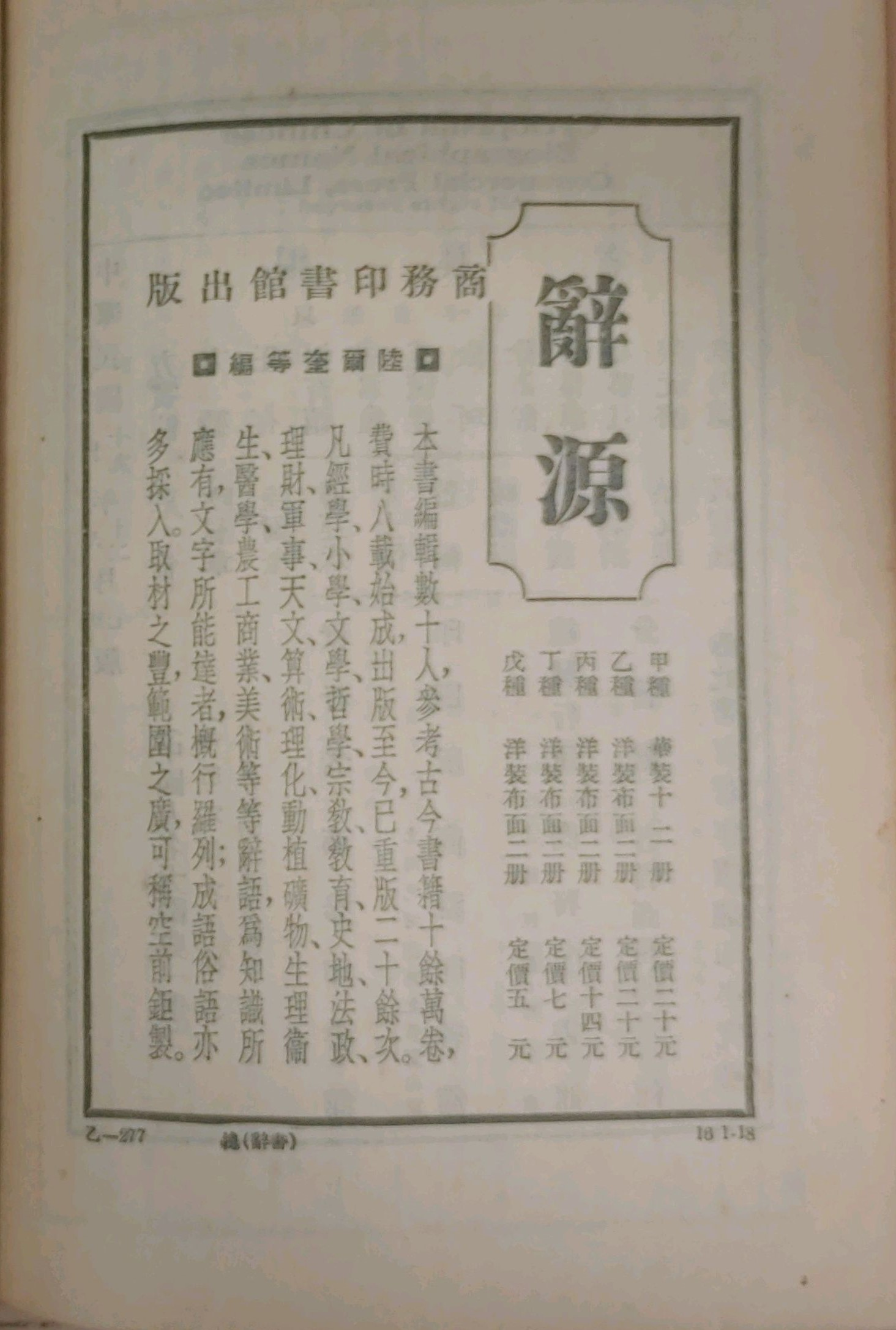
在中國人名大辭典書內頁的介紹

《辞源》是中国最早的一部大规模辞书，是第一部語文與百科知識綜合性的現代辭典。後中國大陸與台灣分別對《辭源》進行修訂，其方向與性質均不相同。臺灣版仍然具備百科詞典的性質；大陸版與《辭海》分工，以《辭海》作為現代百科詞典，《辭源》則成為中國古籍的專門辭書。

## 初期版本
始编于1908年（光绪34年），由陸爾奎（1862—1935）、方毅等編纂。于1915年10月正式出版正編，1931年12月出版续编，1939年6月出版正續編合訂本；1939年出版简编。
这是一部以语词为主，兼收百科的综合性语文工具书。共收單字13,000餘個，複辭100,000餘條，包括一般語詞、成語、典故，還包括歷史文物、典章制度、古今地名、人名、書名等詞彙，也兼收社會科學、自然科學的新名詞。該書採現代詞典「以字帶詞」編排方式，先列單字，後列同字頭的複詞。單字依部首歸併集中，複詞採「分條釋義」原則，釋義並舉書證。由於釋義強調由書證以溯源，因此本書命名為《辭源》。

## 台灣版本
臺灣商務印書館於1957年出版《辭源·增修》，於1970年出版《辭源·補編》，由趙冠主編，增詞8,700餘條。1978年再次修訂，由王夢鷗主編，將《正編》、《續編》、《補編》3編連同該次新增語詞部分，一貫編排重校，共增收詞條29,430條。其中文學詞條最多，凡15,000餘條，佛學語、詞曲牌名、社會科學名詞等次之。總計修訂本《辭源》共收單字11,491個，詞條總數128,074條，並命名為《增修·辭源》(ISBN 9789570513738)。所收單字先注反切，直音、韻目，次為單字釋義及書證。所收複詞書證，多引古籍加書名及篇名，唯部分缺書篇名。該書排列方式係按「部首—筆畫」順序，唯同筆畫未再進一步依一定的順序排列。首冊書前冠部首檢字表及難字檢字表各1種，末冊書末附「增修辭源綜合索引」，係按四角號碼檢字法編排，每個字加註注音，以補正文無注音符號注音的缺憾。書末收錄「世界各國一覽表」、「中華民國中央政府組織表」2種附錄。
此為台灣最後一次修纂《辭源》，其後臺灣商務印書館出版之《辭源》為大陸版。

## 大陸版本
1949年、1950年中國大陸先後曾出版《辭源》簡編本和《辭源》修改本。

### 第二版
其後1958年起開始《辭源》修訂工程，修訂方向決定與《辭海》、《現代漢語詞典》採分工原則，修訂目標是使《辭源》成為閱讀中國古籍的專門辭書，古典文史研究工作者必備的參考工具。商務印書館設置了辭源組，吳澤炎任組長，還有趙守儼、周云青、劉葉秋、吳玉如、張子厚、王庚齡、陳丙炎等。1965年，修訂稿第二分冊完成一半，第三、四分冊完成初步加工，由于文革停了下來，沒有出齊。但這次修訂，體例、宗旨和編纂方針、讀者對象等的改變，對《辭源》影響重大。
1975年夏，《辭源》修訂工作再次列入了國家辭書出版規劃。中央指定由廣東、廣西、河南、湖南四省（區）分別成立修訂機構，和商務印書館《辭源》編輯部共同修訂工作。繼承1958年分工，《辭源》仍為閱讀古籍用的工具書和古典文史研究工作者的參考書。1979-1983年間由商务印书馆陸續出版《辭源》（修訂本）4卷本。即習稱「新《辭源》」，二版總纂為吳澤炎（1913—1995）、黃秋耘（1918—2001）、劉葉秋（1917—1988）等。
1988年出版合訂本一卷（ISBN 9787100005401）。1991年出版2卷合訂本。修訂本〔辭源〕，共收錄單字12,890個，複詞84,134條，總字數12,000,000言。收詞語下限定在鴉片戰爭（1840年）。舊版《辭源》中有關自然科學、社會科學及應用科學等詞語，刪除不收；增補常見詞目，加強古代書面語及其語源，俾解決閱讀古籍有關語詞典故、文物典章制度方面的知識及疑難問題，使用對象以高中以上水準讀者為主。新修订的《辞源》全书按部首笔画排列法编排，在字头下首先用汉语拼音和注音字母注音。收语近十万条，综合解说达1200万字，并标明有《广韵》的反切，再列出单字义项及书证。
由於《辭源》修訂時頗有疏失，因此，田忠俠曾針對該書加以辨偽、考訂、補正，先後完成《辭源考訂》（東北師範大學出版社，1988）和《辭源續考》（黑龍江人民出版社，1992）兩書，對《辭源》頗有參考價值。

### 第三版
2015年商務印書館出版發行《辭源》的第三次修訂本（ISBN 9789620704093），由北京大學何九盈教授、北京師範大學王寧教授、中國社會科學院董琨研究員任修訂主編。全書收字頭14210個，復詞92646個，插圖1000余幅，約1200萬字。在1979年版的基礎上，蒐集現代學者古籍整理的成果，利用計算機技術，為修訂參考依據。

## 大陸版在台出版
大陸版《辭源》在臺灣流通之版本頗多，先後有遠流的大陸版《辭源》（單卷合訂本），臺灣商務印書館4卷本《辭源》，1989年合訂為吳澤炎編纂之兩卷本(ISBN 9789570506594)。還有華嚴版兩卷本《辭源》等數種。另外，天成版《文史辭源》和藍燈事業文化1983年出版的版四冊《中文辭源》，其實為大陸版《辭源》，唯書名不同。